# Holly Black
Holly Black, född Riggenbach 10 november 1971 i West Long Branch, Monmouth County i New Jersey, är en amerikansk författare som bland annat har skrivit serien Spiderwick med författaren och illustratören Tony DiTerlizzi.